# USS Devilfish (SS-292)
USS Devilfish (SS-292) byla ponorka námořnictva Spojených států amerických třídy Balao. Postavena byla v letech 1942–1944. Byla bojově nasazena za druhé světové války. V roce 1968 byla potopena jako cvičný cíl.

## Stavba
Ponorku postavila americká loděnice Cramp Shipbuilding Co. ve Filadelfii. Stavba byla zahájena 31. března 1942, dne 30. května 1943 byl trup spuštěn na vodu a konečně dne 1. září 1944 byla ponorka Devilfish uvedena do služby.

## Operační služba

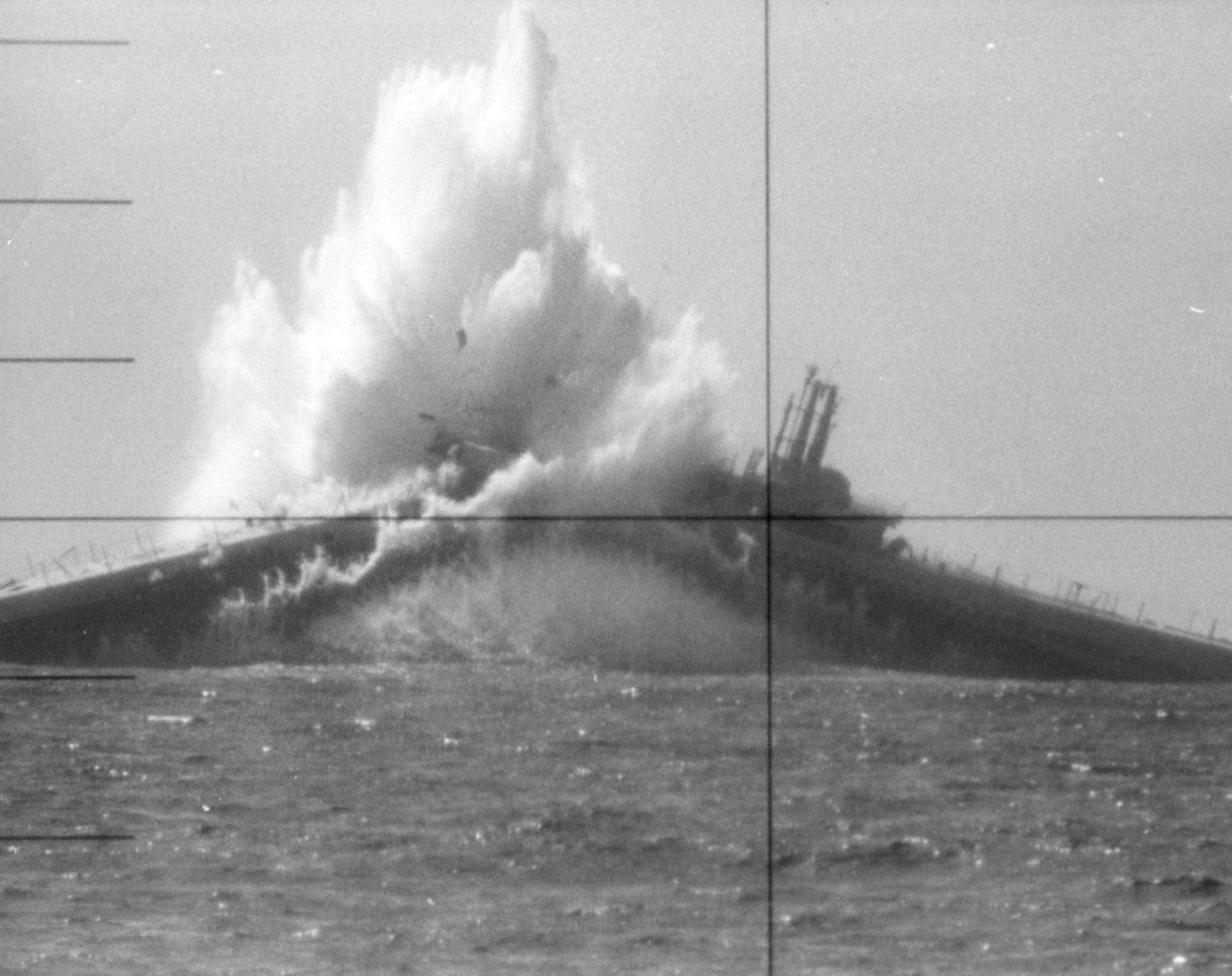
Devilfish zasažená torpédem ponorky Wahoo

Na svou první bojovou patrolu se Devilfish vydala 30. prosince 1944 a na druhou 16. března 1945. Během plavby do operační oblasti západně od Tokia byla ponorka 20. března 1945 zasažena letounem kamikaze, který ji vážně poškodil. K opravě musela odplout na Saipan a dále do Pearl Harboru. Na třetí bojovou plavbu se vydala 20. května 1945 a na čtvrtou v srpnu 1945. 
Válku přečkala a dne 30. září 1946 byla vyřazena ze služby. Další léta strávila v rezervě. Dne 14. srpna 1968 byla poblíž San Francisca potopena americkou ponorkou USS Wahoo (SS-565) jako cvičný cíl.